# Frank Rehfeld
Frank Rehfeld (* 14. November 1962 in Viersen) ist ein deutscher Fantasy-Schriftsteller. Er ist seit 1985 als freiberuflicher Autor tätig. Außer unter seinem eigenen Namen veröffentlichte er auch unter den Pseudonymen Frank Thys, Frank Garrett und Jessica Atkins.

## Leben
Frank Rehfeld lebt in Viersen-Süchteln.

## Werk
Neben Begleitbüchern zu Fernsehserien – so zu Stargate und Andromeda – schrieb er für unterschiedliche Romanheftserien des Fantasy-, Grusel- und Krimigenres. Aktuelles Hauptarbeitsgebiet sind Fantasyromane, auch als Co-Autor von Wolfgang Hohlbein.

### Der Hexer
Im Rahmen der im Bastei-Verlag erschienenen Heftserie veröffentlichte Romane
- Die Hand des Dämons. 1986 (Band 22)
- Im Netz der toten Seelen. 1986 (Band 23)
- Der abtrünnige Engel. 1986 (Band 45)
- Stadt der bösen Träume. 1987 (Band 47) als Co-Autor von Wolfgang Hohlbein
- Geistersturm. 1987 (Band 48) als Co-Autor von Wolfgang Hohlbein
- Hochzeit mit dem Tod. 1987 (Band 49) als Co-Autor von Wolfgang Hohlbein

### Die Saga von Garth und Torian
(mit Wolfgang Hohlbein)
- Die Straße der Ungeheuer. 1988, ISBN 3-442-23924-9 (Band 4)
- Die Arena des Todes. 1988, ISBN 3-442-23925-7 (Band 5)
- Der Tempel der verbotenen Träume. 1988, ISBN 3-442-23926-5 (Band 6)

### Dino-Land
(mit Wolfgang Hohlbein und Manfred Weinland)
Die abgeschlossene Heftserie erschien 1997 im Bastei-Verlag und wurde später in zwei Sammelbänden neu aufgelegt
- Dino-Land. 1997, ISBN 3-404-13949-6.

- Duell in den Lüften (Band 4)
- Hetzjagd durch die Zeit (Band 5)
- Auf der Spur des Vernichters (Band 6)
- Die Pilger der Zeit (Band 10)
- Aufbruch ins Ungewisse (Band 11)
- Land der fallenden Steine (Band 12)

### Die Legende von Arcana
- Die Dämmerschmiede. Bastei Lübbe, 1999, ISBN 3-404-20373-9.
- Die Drachenpriester. Bastei Lübbe, 2000, ISBN 3-404-20376-3.

- Das Tal der schwarzen Bestien. 1990, ISBN 3-442-24525-7.
- Die Zitadelle am Rande der Welt. 1991, ISBN 3-442-24526-5.

### Zwerge
- Zwergenfluch. Blanvalet, 2009, ISBN 978-3-442-26604-3.
- Zwergenbann. Blanvalet, 2009, ISBN 978-3-442-26615-9.
- Zwergenblut. Blanvalet, 2010, ISBN 978-3-442-26616-6.

### Die Zwerge von Elan-Dhor
- Elbengift. Blanvalet, 2011, ISBN 978-3-442-26776-7.
- Elbensturm. Blanvalet 2012, ISBN 978-3-442-26824-5.
- Elbentod. Blanvalet 2013, ISBN 978-3-442-26830-6.

### Der Inquisitor
- Der Weg des Inquisitors. Blanvalet, 2016, ISBN 978-3-7341-6056-1.
- Der Verrat des Inquisitors. Blanvalet, 2017, ISBN 978-3-641-16567-3.

### Einzelromane
- Giganten. 1993, ISBN 3-404-13539-3.
- Nestors Rache. 2002, ISBN 3-931407-54-3.
- Blue Moon. Langen/Müller, 2006, ISBN 3-7844-3032-5.